# Exposicions Femenines de la Sala Parés
Les Exposicions Femenines de la Sala Parés van ser unes exhibicions anuals que es van fer en aquesta galeria barcelonina els darrers anys del segle xix (1896, 1897, 1899 i 1900), que van reunir exclusivament dones artistes.
Van ser les primeres exposicions a l’estat espanyol en les quals únicament es mostraven obres fetes per dones, a la manera de les grans exposicions que s'havien fet uns anys abans, com la de Chicago del 1893. Aquest fet va suposar una novetat a la ciutat de Barcelona i les quatre edicions van tenir un gran èxit de públic i un bon ressò a la premsa de l’època. Alhora, per a algunes de les artistes participants van significar el salt cap a la professionalització i, en general, van comportar la normalització de la presència de dones en la vida artística de la ciutat.
La Sala Parés, que era la primera galeria d'art privada oberta a Catalunya i a Espanya l’any 1877 i havia assolit un gran prestigi, va ser un dels centres que més exposicions de dones va programar a la Barcelona de principis del segle xx.

## Les exposicions
La primera exposició es va inaugurar el 21 de desembre de 1896. El propietari de la sala, Joan Baptista Parés, havia enviat una circular a tot de dones artistes convidant-les a participar-hi i la resposta va ser massiva. La mostra va aglutinar un centenar d’artistes amb una formació sòlida, en escoles oficials o de la mà dels grans mestres del moment, i més de dues-centes obres de pintura, escultura, arts aplicades i disseny. La crítica del moment se’n va fer ressò i va transmetre sorpresa per la quantitat i qualitat de les obres exposades, així com pel fet que tantes dones s'avinguessin a participar-hi. També hi va haver detractors i una part de la premsa va intentar amagar aquest èxit qualificant les artistes com a simples aficionades.
El desembre de 1897 s'inaugurava la quarta edició, en la qual, segons del que es desprèn de les notes de premsa estudiades, hi van participar una cinquantena d’artistes, tot i que pràcticament no ha quedat constància dels noms de les dones que hi van exposar, ni de les obres que hi van presentar. Sembla, però, que hi va haver una presència important de pintores paisatgistes de l'Escola d’Olot com Francisca Bassols, Josefa Moliner o Maria Oriol i Planella.
La tercera edició es va fer el gener de 1899 i en la quarta, que es va inaugurar el juny de 1900, sembla que hi van prendre part més de seixanta artistes, que van exposar sobretot pintures de figura i flors.

## Format, obres i participants
Les exposicions femenines de la Sala Parés sembla que van durar una vintena de dies, de mitjana. En tots els casos es va seguir el procés habitual de convidar primer a amics, familiars i compromisos de la galeria, i després obrir la mostra al públic general. Com en la majoria d’exposicions col·lectives de l’època, la secció de pintura (oli, pastel o aquarel·la), sobre tela o paper, va ser sempre la més nombrosa, mentre que a la secció d’arts aplicades i disseny, que no era tan important pel que fa a la quantitat de peces, s'hi van exposar objectes com paravents i mampares, gerros, plats, tapissos, tapets, blondes, projectes de cobretaula i ventalls, entre d'altres. Pel que fa als gèneres, dominava la pintura de figures, tot i que els motius florals, ja en pintura com en decoració d’objectes, eren també molt presents. No és estrany, tenint en compte que en aquell moment les dones pràcticament només es podien matricular a les classes d’ornamentació floral a l'Escola de Llotja. També hi va ser representada la pintura de paisatge.
D’entre les artistes que van exposar a les diferents edicions de les exposicions femenines de la Sala Parés sobresurten els noms més destacats del moment, com Lluïsa Vidal, Emília Coranty, Antònia Ferreras, Josepa Teixidor, Maria Lluïsa Güell o Joana Soler. De la informació recollida a les notes de premsa que es van publicar durant aquells quatre anys, es desprèn que, en total, hi van participar més de 130 dones, un bon nombre de les quals ho van fer en diverses edicions. Mentre que algunes de les participants van desenvolupar carreres importants, d'altres van tenir trajectòries desiguals i moltes d’elles van abandonar la professió en casar-se.
L’any 2021 la Casa Museu Lluís Domènech i Montaner de Canet de Mar va organitzar l’exposició Quan les dones havien de pintar flors, pintores pioneres de la Sala Parés, que va recollir l’obra d’algunes de les artistes participants en les exposicions de finals del segle XIX: Federica Bonay, Adelina Bocquet, Maria Condeminas, Emília Coranty, Teresa Costa, Carme Enrich, Antonia Ferreras, Elisa Gaza, Elvira Malagarriga, Francesca Mas, Júlia Mercader, Teresa Nyssen, Maria Oller, Montserrat Planella, Josepa Regad, Josepa Texidor, Visitació Ubach i Lluïsa Vidal.